# Campionati mondiali di tiro con l'arco 3D 2024
Il Campionato Mondiale di Tiro con l'Arco 3D del 2024 si è svolto al Castello di Mokrice, in Slovenia, dal 30 settembre al 6 ottobre 2024.
Prevedeva quattro specialità di archi: 
Arco Nudo (detto anche olimpico);
Arco Compound;
Arco Longbow;
Arco Tradizionale (perlopiù Takedown);
e proponeva tre tipologie di gara:
Individuale; a squadre; squadre miste.
La compagine italiana si dimostra la più competitiva in tutte le specialità tanto da risultare la prima nel medagliere con 13 medaglie totali.

## Medaglie per disciplina
| Giochi                              | Oro                                                                                                  | Argento                                                                            | Bronzo                                                             |
| ----------------------------------- | --- | ---------------------------------------------------------------------------------- | ------------------------------------------------------------------ |
| Uomini                              | |                                                                                    |                                                                    |
| Arco Nudo Individuale               | Oliver Øchkenholt Danimarca                                                                          | Simone Barbieri Italia                                                             | Ludvig Rohlin Svezia                                               |
| Arco Compound Individuale           | Mikael Anderle Svezia                                                                                | Joan Pauner Francia                                                                | Marco Bruno Italia                                                 |
| Longbow Individuale                 | Ian Edwards Regno Unito                                                                              | Marto Pontremolesi Italia                                                          | Enzo Lazzaroni Italia                                              |
| Arco Tradizionale Individuale       | Jed Cullen Regno Unito                                                                               | Tomáš Rožnovský Rep. Ceca                                                          | Wolfgang Probst Austria                                            |
| Uomini Squadra                      | Spagna Cesar Vera Bringas Jairo Valentín Fernández Álvarez Bienvenido Moreno Egea Óscar Amate Cerezo | Stati Uniti Archie Nixon Christian Clark Shiloh Butts Aaron Shelnutt               | Svezia Mikael Anderle Joakim Hed Brian Pedersen Jesper Nyström     |
| Donne                               | |                                                                                    |                                                                    |
| Arco Nudo Individuale               | Cinzia Noziglia Italia                                                                               | Anne Jälkö Finlandia                                                               | Braccini Rania Italia                                              |
| Donne Arco Compound Individuale     | Irene Franchini Italia                                                                               | Ingrid Ronacher Austria                                                            | Elisa Baldo Italia                                                 |
| Donne Longbow Individuale           | Cecilia Santacroce Italia                                                                            | Encarna Garrido Lazaro Spagna                                                      | Inge Sirkel-Suviste Estonia                                        |
| Donne Arco Tradizionale Individuale | Sabrina Vannini Italia                                                                               | Michela Donati Italia                                                              | Claudia Weinberger Austria                                         |
| Squadra Donne                       | Italia Sabrina Vannini Irene Franchini Iuana Bassi Cinzia Noziglia                                   | Austria Ingrid Ronacher Rosemarie Leitner Claudia Weinberger Kristin Thannesberger | Stati Uniti Madison Ritter Katherine Li Jayme Buchanan Julie Jones |
| Gare Miste                          | |                                                                                    |                                                                    |
| Arco Nudo Squadra Mista             | Francia David Jackson Alicia Baumert                                                                 | Spagna Cesar Vera Bringas Ana Maria Cano Garcia                                    | Austria Harald Niederegger Rosemarie Leitner                       |
| Compound Squadra Mista              | Italia Marco Bruno Irene Franchini                                                                   | Finlandia Timo Pirppu Anne Laurila                                                 | Francia Joan Pauner Elodie Baret                                   |
| Longbow Squadra Mista               | Spagna Jairo Valentín Fernández Álvarez Encarna Garrido Lazaro                                       | Austria Franz Harg Kristin Thannesberger                                           | Stati Uniti Shiloh Butts Jayme Buchanan                            |
| Arco Tradizionale Squadra Mista     | Austria Claudia Weinberger Reinhard Leixner                                                          | Regno Unito Jed Cullen Sarah Monteith                                              | Svezia Brian Pedersen Helena Österlund                             |

## Medagliere
Paese ospitante
| Pos. | Paese       | Oro | Argento | Bronzo |    |
| ---- | ----------- | --- | ------- | ------ | -- |
| 1    | Italia      | 6   | 3       | 4      | 13 |
| 2    | Spagna      | 2   | 2       | 0      | 4  |
| 3    | Regno Unito | 2   | 1       | 0      | 3  |
| 4    | Austria     | 1   | 3       | 3      | 7  |
| 5    | Francia     | 1   | 1       | 1      | 3  |
| 6    | Svezia      | 1   | 0       | 3      | 4  |
| 7    | Danimarca   | 1   | 0       | 0      | 1  |
| 8    | Finlandia   | 0   | 2       | 0      | 2  |
| 9    | Stati Uniti | 0   | 1       | 2      | 3  |
| 10   | Rep. Ceca   | 0   | 1       | 0      | 1  |
| 11   | Estonia     | 0   | 0       | 1      | 1  |

## Riferimenti
1. ↑   worldarchery.sport,  https://www.worldarchery.sport/competition/26985/mokrice-2024-world-archery-3d-championships.
2. ↑  https://www.fitarco-italia.org/documenti/dettaglioNews.php?id=9452